# Amnirana lemairei
Amnirana lemairei és una espècie de granota que viu a Angola, República Democràtica del Congo i Zàmbia.